# RAON
RAON (Rare isotope Accelerator complex for ON-line experiment) — ускорительный комплекс тяжёлых ионов, строящийся в Южной Корее, Тэджон для экспериментов по ядерной и атомной физике силами Института фундаментальных наук.

## Ускорительный комплекс
Комплекс сочетает в себе два направления исследований редких изотопов: In Flight (IF) и Isotope Separation On-Line (ISOL). В первом случае первичный интенсивный пучок тяжёлых ионов высокой энергии сбрасывается на мишень, и осколки ядер — редкие короткоживущие изотопы, богатые протонами — изучаются при прохождении электромагнитного сепаратора. Метод ISOL использует первичный пучок протонов, который производит на толстой мишени редкие изотопы низкой энергии, в основном богатые нейтронами, которые ионизуются и ускоряются заново для изучения.
Для производства пучков ионов используются 28 ГГц электронно-циклотронные резонансные источники ионов (ECRIS) с током до 400 eμА U33+. Первичный пучок через низкоэнергетичный тракт (LEBT) попадает в RFQ-ускоритель до 0.5 МэВ/нуклон. После согласующего канала MEBT пучок ускоряется сверхпроводящим линаком SCL1 длиной около 100 м до 18 МэВ/н, обдирается до большей зарядности, коллимируется и 200 м линаком SCL2 ускоряется до 200 МэВ/н. Расчётная мощность в первичном пучке до 400 кВт, с потерями не более 1 Вт/м на всём протяжении до мишени.
Для ISOL метода используется циклотрон, производящий первичный пучок H− 70 МэВ, 1 мА (мощность 70 кВт). Для ускорения вторичного пучка ионов используется источник ECRIS, RFQ и линак SCR3 на энергию 16.5 МэВ/нуклон для ионов олова 132Sn16+.
In-Flight эксперименты используют широкоапертурный сепаратор магнитной жёсткостью 10 Тм, общей протяжённостью 126 м с акцептансом 80/100 мрад, с энергетическим разбросом ±3%.

## История
- 2009, январь — Национальный совет по науке и технологиям утвердил план создания Международного пояса науки и бизнеса (ISBB), включающего Rare Isotope Science Project (RISP)[2].
- 2011, февраль — подготовлен концептуальный проект (CDR).
- 2011, декабрь — организован Институт фундаментальных наук, с ключевым проектом RISP.
- 2013, июнь — готов технический проект (TDR).
- 2014, июнь — утверждены площадка для строительства и бюджет ($1.4 млрд[4]).
- 2014, декабрь — фактическое начало проектирования.
- 2017, октябрь — начато строительство зданий[4].
- 2018, октябрь — начало сборки оборудования.
- 2020, декабрь (план) — окончание строительных работ.
- 2025, декабрь (план) — комплекс готов к работе.